# Aeroporto di Ačinsk
L'aeroporto di Ačinsk-Turlatovo (in inglese: Achinsk Est; in russo: Аэропорт "Ачинск") è un aeroporto della Siberia meridionale, situato a 4 chilometri ad est dalla città di Ačinsk nell'Kraj di Krasnojarsk vicino alla cittadinà russa Turlatovo di cui prende il suo nome.

## Strategia
L'aeroporto di Ačinsk è un aeroporto civile, ma anche una base aerea militare russa, il cui numero di questo tipo di aerei è però ridotto. È stata base del 712º reggimento intercettori della Voenno-vozdušnye sily Rossijskoj Federacii in russo Военно-воздушные силы Российской Федерации? - BBC РФ o VVS RF in caratteri latini) l'attuale aeronautica militare della Federazione Russa.

## Dati tecnici
L'aeroporto di Ačinsk è attualmente dotato di una pista attiva cementata di 2.450 х 42 m.
L'aeroporto è di classe B ed è aperto dalle 0:00 alle 10:00 (ora UTC).
L'aeroporto permette il decollo/atterraggio degli aerei: Tupolev Tu-134, Tupolev Tu-154, Tupolev Tu-204, Ilyushin Il-18, Ilyushin Il-76, Antonov An-12, Antonov An-24, Antonov An-26, Antonov An-72, Yakovlev Yak-40, Yakovlev Yak-42 e di tutti gli aerei di classe inferiore.